# Bovalltjärnarna
Bovalltjärnarna är varandra näraliggande sjöar i Storumans kommun i Lappland som ingår i Umeälvens huvudavrinningsområde.
- Bovalltjärnarna (Tärna socken, Lappland, 728723-146262), sjö i Storumans kommun, 65°41′03″N 14°59′30″Ö / 65.6841°N 14.9917°Ö
- Bovalltjärnarna (Tärna socken, Lappland, 728738-146244), sjö i Storumans kommun, 65°41′07″N 14°59′16″Ö / 65.6854°N 14.9877°Ö